# Horst Treusch von Buttlar-Brandenfels (Luftschiffer)

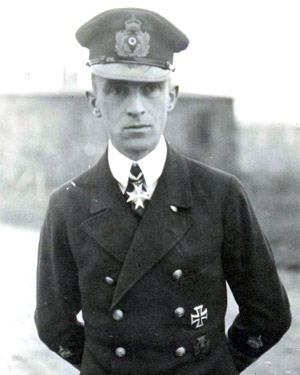
Treusch von Buttlar-Brandenfels

Horst Julius Ludwig Otto Freiherr Treusch von Buttlar-Brandenfels (* 14. Juni 1888 in Hanau; † 3. September 1962 in Berchtesgaden) war ein deutscher Marineoffizier und Luftschiffer. Während des Ersten Weltkrieges führte er verschiedene Luftschiffe und wurde für einen Angriff auf London mit dem Orden Pour le Mérite dekoriert.

## Leben
Buttlar-Brandenfels trat nach seinem Abitur am 3. April 1907 in die Kaiserliche Marine ein und absolvierte seine Grundausbildung auf dem Schulschiff Moltke. Dann kommandierte man ihn zur weiteren Ausbildung an die Marineschule, wo er seine Ernennung zum Fähnrich zur See am 21. April 1908 erhielt. Im Anschluss daran kam er in der Folge auf das Linienschiff Elsass sowie auf den Kleinen Kreuzer Königsberg. Dort wurde Buttlar-Brandenfels am 28. September 1910 zum Leutnant zur See befördert. Als solcher diente er vom 14. Juni 1911 bis 30. September 1912 als Wachoffizier auf dem Kleinen Kreuzer Kolberg und anschließend als FT-Offizier auf dem Großen Kreuzer Moltke. Nach seiner Beförderung zum Oberleutnant zur See wurde Buttlar-Brandenfels zur Marine-Luftschiff-Abteilung versetzt.

### Erster Weltkrieg
Während des Krieges befehligte er nacheinander verschiedene Marineluftschiffe. Im November 1914 wurde er der erste Kommandant von L 6. Das Luftschiff wurde von den Standorten Fuhlsbüttel und Nordholz hauptsächlich zu Aufklärungsfahrten über der Nordsee eingesetzt. Buttlar befehligte auch zwei Angriffsfahrten auf die britische Insel; es gelang ihm am 15. April 1915, das durch Abwehrfeuer beschädigte Luftschiff trotz erheblichen Gasverlustes zum Standort zurückzuführen. Am 2. Mai gab er das Kommando über L 6 an Kapitänleutnant Joachim Breithaupt ab. Buttlar stellte Anfang Juni 1915 das Marineluftschiff L 11 in Dienst. Mit diesem etwas verbesserten, seit Ende Juni in Hage stationierten Luftschiff nahm er an etlichen Angriffen auf England teil, zuletzt am 31. Januar 1916 an einem Geschwaderangriff auf Liverpool. Anfang Februar 1916 gab er den Befehl über das Schiff an Korvettenkapitän Arnold Schütze ab.
Im Mai 1916 wurde Buttlar Kommandant des ersten deutschen Superzeppelins L 30, der zuerst in Nordholz, dann in Ahlhorn stationiert war. Auch dieses Luftschiff wurde zu Aufklärungsfahrten über der Nordsee und Angriffen auf England eingesetzt. Anfang 1917 gab Buttlar den Befehl über das Schiff an den Oberleutnant zur See Friemel ab.
Der zwischenzeitlich zum Kapitänleutnant beförderte Buttlar wurde Kommandant des Versuchsluftschiffes L 25, das dem Reichsmarineamt unterstand und in Potsdam-Wildpark stationiert war. Mit diesem kleineren ehemaligen Heeresluftschiff sollten neue Erfindungen und Bewaffnungen für Luftschiffe erprobt werden.
Am 16. September 1917 übernahm Buttlar in Tondern das im Vormonat in Dienst gestellte Marineluftschiff L 54 von Kapitänleutnant Ludwig Bockholt, der eine Versorgungsfahrt mit einem Luftschiff nach Deutsch-Ostafrika durchführen sollte. Mit seinem neuen Schiff führte er wieder Aufklärungsfahrten über der Nordsee und Angriffe auf England durch. Am 19. Oktober 1917 war er an einem Geschwaderangriff von elf Militärluftschiffen beteiligt. Dabei ging trotz der Vielzahl der eingesetzten britischen Jagdflugzeuge keines der angreifenden deutschen Luftschiffe über England verloren. Die ungünstigen Windbedingungen verhinderten aber eine Rückkehr von fünf der Schiffe zu ihren Basen. Ein starker Nordsturm trieb diese Schiffe nach Süden ab und zwang sie zum Rückmarsch über die gefährlichen Frontlinien in Frankreich. Dabei wurde L 44 (Kapitänleutnant Franz Stabbert) nahe Lunéville brennend abgeschossen, L 49 (Kapitänleutnant Gayer) bei der Notlandung nahe Bourbonne-les-Bains von französischen Streitkräften erbeutet, L 50 (Kapitänleutnant Schwonder) riss sich die Gondel bei einer missglückten Notlandung nahe Dammartin ab, stieg mit noch vier Mann an Bord wieder auf und trieb über die Alpen ins Mittelmeer ab. L 55 (Kapitänleutnant Hans Flemming) konnte zwar in Weltrekordhöhe von 7600 m die Westfront überqueren, wurde aber bei der Notlandung in Tiefenort (Thüringen) irreparabel beschädigt, und L 45 (Kapitänleutnant Waldemar Kölle), zusammen mit Buttlar in Tondern gestartet, trieb bis Sisteron/Südfrankreich ab und wurde von seiner Besatzung zerstört. Nachdem Buttlar am 13. März 1918 bei einem weiteren Geschwaderangriff sein beschädigtes Luftschiff trotz Gaseintritt in die Kabine mit allergrößter Mühe erneut zum Heimathafen zurückgebracht hatte, wurde ihm am 9. April 1918 als erstem und einzigem Luftschiffkommandanten der Orden Pour le Mérite verliehen. Vorher hatte er bereits beide Klassen des Eisernen Kreuzes, das Ritterkreuz des Königlichen Hausordens von Hohenzollern mit Schwertern sowie das Hanseatenkreuz der Stadt Hamburg erhalten.
Am 19. Juli 1918 wurde L 54 zusammen mit L 60 durch einen Flugzeug-Bombenangriff auf ihrem Liegeplatz in Tondern zerstört. Sieben mit je einer 50-kg-Bombe bewaffnete Sopwith-Camel-Jagdeinsitzer waren vom Flugzeugträger Furious nahe der Küste gestartet.
Im Juli 1920 nahm Buttlar noch an einer Probefahrt von L 72 teil. 
Zu Buttlars Besatzungen zählten etliche später bekannte Zeppelin-Fahrer wie Hans von Schiller und Max Pruss.

### Zwischenkriegsjahre
Nach Kriegsende war Buttlar-Brandenfels vom 19. März 1919 bis 9. September 1920 Kommandant des Torpedoboots T 152. Anschließend wurde er aus dem aktiven Militärdienst entlassen und übte bis 1925 als Assekuranzmakler eine selbständige kaufmännische Tätigkeit aus. Nach der Gründung der Deutschen Lufthansa fungierte Buttlar-Brandenfels als Flugleiter in Essen. Dann war er von 1928 bis 1930 bei der Rohrbach Metallflugzeugbau GmbH in Berlin angestellt. Nach der Insolvenz dieser Firma trat Buttlar-Brandenfels als Abteilungsleiter bei der Deutschland-Bauspar AG ein, verließ das Unternehmen aber schon nach einem Jahr wieder und wurde Angestellter der Zigarettenfabrik Haus Neuerburg.
Am 1. Oktober 1934 wurde Buttlar-Brandenfels als L-Offizier mit dem Dienstgrad Major reaktiviert und Leiter der Außenstelle des Luftamtes Kiel. Am 1. Februar 1935 wurde er Kommandant des Flugplatzes Stettin und nach einem Jahr Kommandant des Flughafens Frankfurt am Main. Buttlar-Brandenfels wurde dann am 10. Mai 1937 in das Reichsluftfahrtministerium nach Berlin versetzt und hier am 1. August 1937 zum Oberstleutnant befördert. Er erhielt am 27. August 1939, dem sogenannten Tannenbergtag, den Charakter als Oberst verliehen.

### Zweiter Weltkrieg
Nach Ausbruch des Zweiten Weltkriegs war er ab 4. Oktober 1939 Stabsoffizier beim Fliegerhorst-Kommandanten Prenzlau. Von dort kommandierte man ihn am 13. Februar 1940 zum Generalstab des Luftgau-Kommandos II. Am 1. Februar 1941 wurde Buttlar-Brandenfels als aktiver Offizier in die Luftwaffe übernommen und kurz darauf als Offizier zbV (zur besonderen Verwendung) des Reichsluftfahrtministeriums und des Oberbefehlshabers der Luftwaffe gestellt. Ende Dezember des Jahres kommandierte man ihn zum Generalstab des Luftgau-Kommandos I ab. Aufgrund einer Erkrankung befand Buttlar-Brandenfels sich vom 5. März bis 24. August 1942 im Lazarett Wiesbaden. Anschließend kommandierte man ihn zum Flughafenbereichs-Kommando 3 des Luftgau-Kommandos VIII in Breslau ab.
Am 8. Dezember 1942 versetzte man ihn als Standortkommandant Aalborg in das besetzte Dänemark. Von diesem Posten wurde er am 7. November 1944 abgelöst und in die Führerreserve versetzt. Am 28. Februar 1945 wurde er endgültig aus dem aktiven Dienst verabschiedet.

## Familie

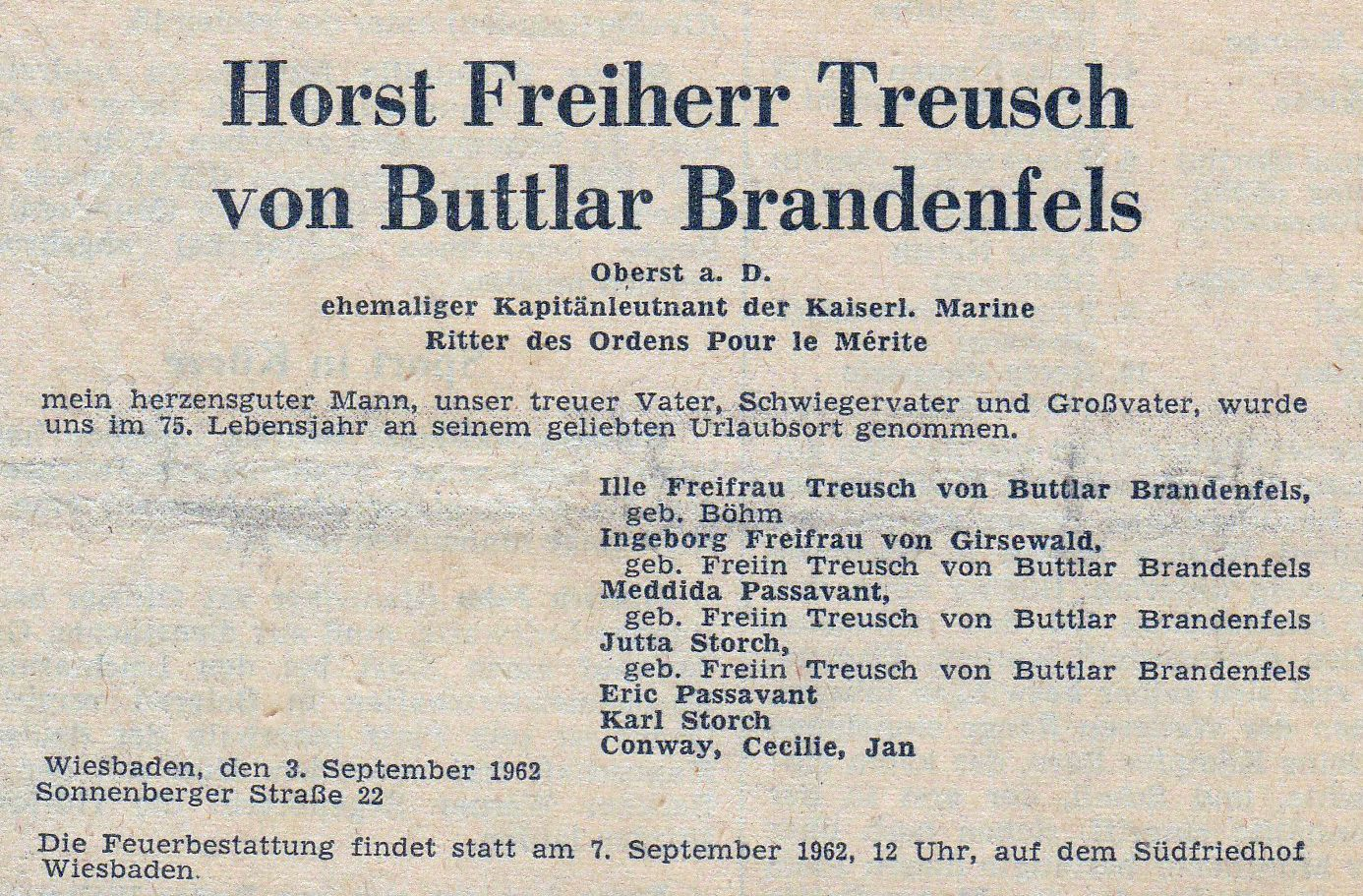
Todesanzeige Horst Freiherr Treusch von Buttlar Brandenfels

Er heiratete am 12. Februar 1916 in Lüneburg Ilse Böhm (* 23. September 1896), hatte mit ihr die drei nachstehenden Töchter und lebte zuletzt in Wiesbaden.
- Ingeborg (* 1916)
- Ille-Medidda (* 1917)
- Jutta (* 1923)

## Schriften
- Im Marineluftschiff gegen England! Eckart, Berlin 1917.
- Luftschiffangriffe auf England. Mittler & Sohn, Berlin 1918.
- Zeppeline gegen England. von Hase & Koehler, Leipzig 1931. Deckblatt im Imperial War Museum